# Luciano Recalde
Luciano Leonel Recalde (Granadero Baigorria, Argentina; 12 de agosto de 1995) es un futbolista argentino. Juega de defensa y su equipo actual es el San Martín (San Juan) de la Primera División de Argentina.

## Trayectoria
Fue formado en las categorías formativas de Rosario Central de Argentina. En enero de 2016, fue cedido a Villa Dálmine de la Primera B Nacional. Su debut profesional ocurrió el 19 de marzo, en una victoria contra Juventud Unida, marcando así el primero de cinco encuentros durante 2016. Permaneció en Villa Dálmine durante la temporada 2016-17, participando en catorce partidos adicionales.
Para la temporada 2017-18, regresó a Rosario Central. Hizo su debut en el primer equipo y en la Liga Profesional de fútbol el 29 de enero de 2018, jugando los noventa minutos completos en una derrota por 2-1 contra Gimnasia y Esgrima. También participó en la Copa Libertadores 2019, donde jugó dos partidos en la fase de grupos: contra Grêmio (perdiendo 3-1) y contra Libertad (ganando 2-1). En ese torneo, Rosario no logró clasificar a los octavos de final, tras quedar en el último lugar del Grupo H.
En julio de 2019, fue oficializado como nuevo refuerzo de Platense de la Primera B Nacional, luego de quedar libre de Rosario. Posteriormente, logró el ascenso con el equipo a la Primera División, al ganar el Torneo Reducido 2019-20 frente a Estudiantes de Río Cuarto mediante la tanda de penales. Anotó su primer gol en la Liga Profesional el 19 de abril de 2021 ante Banfield en una victoria 1-0.
En 2022, obtiene su primera experiencia internacional, al ser fichado por Cienciano de la Liga1 de Perú. Su debut fue ante César Vallejo en un empate 0-0. En dicho equipo también disputó la Copa Sudamericana, donde su equipo fue eliminado en la fase previa por Melgar. 
En 2023, fue fichado por el Deportivo Cuenca de la Serie A de Ecuador. Debutó el 24 de febrero ante Liga de Quito en una victoria 2-0, válido por primera jornada del torneo. También disputó la Copa Sudamericana en la fase previa donde su equipo fue eliminado por Emelec. 
En 2024, regresó a su país natal, tras ser fichado por Banfield.

## Estadísticas

### Clubes
Actualizado al último partido disputado el 7 de marzo de 2024.
| Club                       | Div.          | Temporada     | Liga  | Liga  | Copas nacionales | Copas nacionales | Copas internacionales | Copas internacionales | Total | Total |
| Club                       | Div.          | Temporada     | Part. | Goles | Part.            | Goles            | Part.                 | Goles                 | Part. | Goles |
| -------------------------- | ------------- | ------------- | ----- | ----- | ---------------- | ---------------- | --------------------- | --------------------- | ----- | ----- |
| Villa Dálmine Argentina    | 2.ª           | 2016          | 5     | 0     | —                | —                | —                     | —                     | 5     | 0     |
| Villa Dálmine Argentina    | 2.ª           | 2016-17       | 14    | 0     | —                | —                | —                     | —                     | 14    | 0     |
| Villa Dálmine Argentina    | Total club    | Total club    | 19    | 0     | 0                | 0                | 0                     | 0                     | 19    | 0     |
| Rosario Central Argentina  | 1.ª           | 2017-18       | 3     | 0     | —                | —                | —                     | —                     | 3     | 0     |
| Rosario Central Argentina  | 1.ª           | 2019          | 0     | 0     | —                | —                | 2                     | 0                     | 2     | 0     |
| Rosario Central Argentina  | Total club    | Total club    | 3     | 0     | 0                | 0                | 2                     | 0                     | 5     | 0     |
| Platense Argentina         | 2.ª           | 2019-20       | 7     | 0     | 1                | 0                | —                     | —                     | 8     | 0     |
| Platense Argentina         | 2.ª           | 2020-21       | 10    | 1     | —                | —                | —                     | —                     | 10    | 1     |
| Platense Argentina         | 1.ª           | 2021          | 23    | 1     | —                | —                | —                     | —                     | 23    | 1     |
| Platense Argentina         | Total club    | Total club    | 40    | 2     | 1                | 0                | 0                     | 0                     | 41    | 2     |
| Cienciano · Perú           | 1.ª           | 2022          | 34    | 0     | —                | —                | 2                     | 0                     | 36    | 0     |
| Cienciano · Perú           | Total club    | Total club    | 34    | 0     | 0                | 0                | 2                     | 0                     | 36    | 0     |
| Deportivo Cuenca · Ecuador | 1.ª           | 2023          | 28    | 0     | —                | —                | 1                     | 0                     | 29    | 0     |
| Deportivo Cuenca · Ecuador | Total club    | Total club    | 28    | 0     | 0                | 0                | 1                     | 0                     | 29    | 0     |
| Banfield Argentina         | 1.ª           | 2024          | 7     | 0     | —                | —                | —                     | —                     | 7     | 0     |
| Banfield Argentina         | Total club    | Total club    | 7     | 0     | 0                | 0                | 0                     | 0                     | 7     | 0     |
| Total carrera              | Total carrera | Total carrera | 131   | 2     | 1                | 0                | 5                     | 0                     | 137   | 2     |
| 1. 2.                      |               |               |       |       |                  |                  |                       |                       |       |       |

## Palmarés

### Campeonatos nacionales
| Título         | Club            | País      | Año     |
| -------------- | --------------- | --------- | ------- |
| Copa Argentina | Rosario Central | Argentina | 2017-18 |

### Otros logros
| Logro                      | Club                   | País      | Año  |
| -------------------------- | ---------------------- | --------- | ---- |
| Ascenso a Primera División | Club Atlético Platense | Argentina | 2020 |